# Powstanie razłowieckie

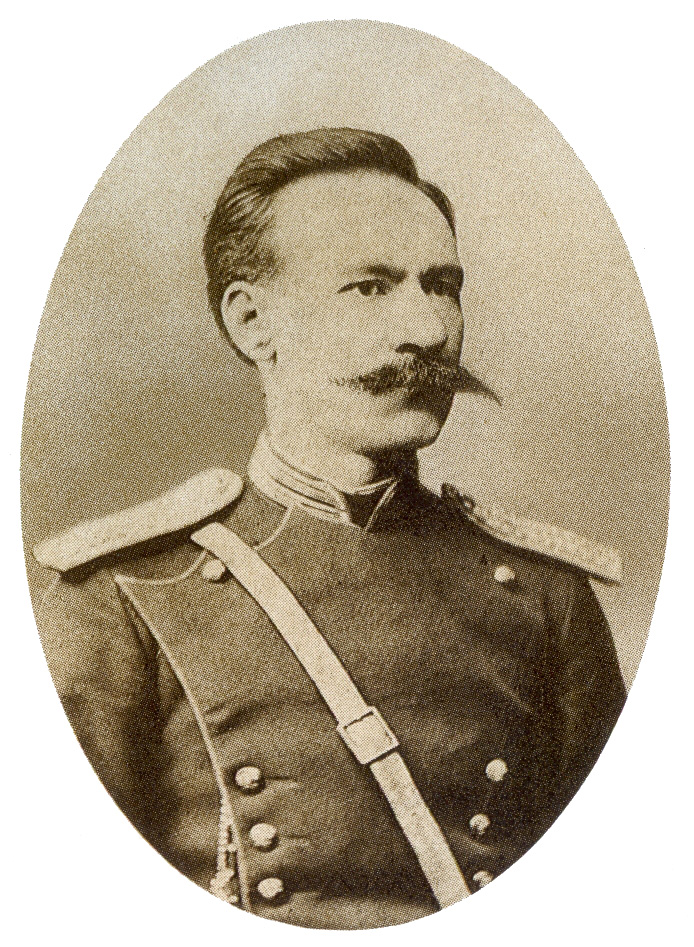
Dimitar Pop Georgiew Berowski.

Powstanie razłowieckie (mac. Разловечко востание) – antytureckie powstanie narodowe mieszkańców Macedonii w 1876. 
Powstanie było wymierzone przeciwko tureckiej polityce wobec mieszkańców regionu Macedonii. Organizatorami wystąpienia byli nauczyciele: Arseni Kostencew, Mihail Kowaczew, Iwan Hadżi Nikołow oraz Dimitar Pop Georgiew Berowski. Tworzone przez nich tajne ugrupowania i komitety powstały w większej części regionu macedońskiego. Walki z Turkami rozpoczęły się 7 maja 1876 roku we wsi Razłowci (mac. Разловци, dzisiejsza gmina Dełczewo), od której pochodzi funkcjonująca w historiografii nazwa powstania. Oddział Pop Georgiewa Berowskiego i miejscowego duchownego prawosławnego Stojana zdobył wieś i usiłował doprowadzić do dalszych wystąpień we wschodniej Macedonii, jednak został powstrzymany przez wojska tureckie. Walki oddziału z Turkami trwały jeszcze dziesięć dni, nie objęły jednak większego obszaru.
W historiografii bułgarskiej powstanie razłowieckie uważane jest za część powstania kwietniowego.
Po stłumieniu zbrojnego wystąpienia lokalne władze tureckie rozpoczęły krwawe represje wymierzone w chrześcijańską ludność Macedonii. Pacyfikacji dokonywały grupy tzw. baszybuzuków, złożone z ochotników wywodzących się z miejscowej ludności muzułmańskiej, mające prawo do stosowania wszelkich środków represyjnych. Na przełomie maja i czerwca 1876 roku, w ramach tłumienia powstań razłowieckiego i kwietniowego, oddziały te zamordowały ok. 12 tys. chrześcijan w Macedonii, Bułgarii oraz Bośni i Hercegowinie. Wydarzenia te zyskały szeroki rozgłos w Europie i wywołały liczne protesty.